# کریستیان تیخسن
کریستیان تیخسن (به آلمانی: Christian Tychsen) (زاده ۳ دسامبر ۱۹۱۰ – مرگ ۲۸ ژوئیه ۱۹۴۴) یک سرهنگ آلمانی در دوره رایش سوم و از ۲۴ ژوئیه تا ۲۸ ژوئیه ۱۹۴۴ فرمانده لشکر دوم زرهی اس‌اس داس رایش بود.
تیخسن در دسامبر ۱۹۳۱ به اس‌اس پیوست.در جنگ جهانی دوم به لشکر دوم زرهی اس‌اس داس رایش منتقل شد و در عملیات بارباروسا حضور داشت.در آوریل ۱۹۴۳ موفق به دریافت صلیب شوالیه آهنین شد.در ۲۴ ژوئیه ۱۹۴۴ و در جریان نبرد نرماندی فرمانده لشکر دوم شد و تنها چهار روز بعد در ۲۸ ژوئیه در جریان یک حمله هوایی متفقین کشته شد.

## نشان‌ها و جوایز
- صلیب آهنین (۱۹۳۹) درجه دو (۳۰ می ۱۹۴۰) و درجه یک (۱۸ ژوئیه ۱۹۴۰)
- صلیب آلمانی طلایی (۱۳ می ۱۹۴۲)
- صلیب شوالیه آهنین با برگ‌های بلوط
  - صلیب شوالیه (۳۱ مارس ۱۹۴۳)
  - برگ‌های بلوط (۱۰ دسامبر ۱۹۴۳)